# Pannecières
Pannecières ist eine französische Gemeinde mit 116 Einwohnern (Stand: 1. Januar 2022) im Département Loiret in der Region Centre-Val de Loire. Sie gehört zum Kanton Pithiviers und zum Arrondissement Pithiviers. 
Sie grenzt im Norden an Le Mérévillois, im Osten an Sermaises, im Südosten an Thignonville und im Südwesten und im Westen an Autruy-sur-Juine.

## Bevölkerungsentwicklung
| Jahr                       | 1962 | 1968 | 1975 | 1982 | 1990 | 1999 | 2006 | 2018 |
| -------------------------- | ---- | ---- | ---- | ---- | ---- | ---- | ---- | ---- |
| Einwohner                  | 114  | 95   | 91   | 100  | 117  | 116  | 121  | 136  |
| Quellen: Cassini und INSEE |      |      |      |      |      |      |      |      |